# Suisei
A Suisei (japánul: すいせい) más néven PLANET-A, a Halley-üstökös kutatására kifejlesztett japán űrszonda. A szonda célja volt megmérni az üstökös forgási idejét, és a vízkibocsájtás mértékét infravörös eszközökkel, valamint vizsgálta a napszél hatását az égitestre.